# Список чемпионок мира по международным шашкам
| год  | имя, фамилия, государство           | место проведения                     | форма соревнований                                               |
| ---- | ----------------------------------- | ------------------------------------ | ---------------------------------------------------------------- |
| 1973 | Елена Михайловская                  | Амстердам, Нидерланды                | турнир                                                           |
| 1974 | Елена Михайловская                  | Амстердам, Нидерланды                | турнир                                                           |
| 1975 | Елена Михайловская                  | Амстердам, Нидерланды                | турнир                                                           |
| 1976 | Елена Михайловская                  | Амстердам, Нидерланды                | турнир                                                           |
| 1977 | Елена Михайловская                  | Амстердам, Нидерланды                | турнир                                                           |
| 1979 | Людмила Ильина (в будущем Сохненко) | Снек, Нидерланды                     | турнир +доп. матч с Е. Альтшуль (+2=2-2)                         |
| 1980 | Елена Альтшуль                      | Де-Лир, Нидерланды                   | турнир                                                           |
| 1981 | Ольга Левина                        | Рига, СССР                           | турнир                                                           |
| 1982 | Елена Альтшуль                      | Москва, СССР                         | матч с Ольгой Левиной, (+3=8-1)                                  |
| 1983 | Елена Альтшуль                      | Сандомир, Польша                     | турнир                                                           |
| 1984 | Елена Альтшуль                      | Таллин, СССР                         | матч с Ольгой Левиной, (+4=7-1)                                  |
| 1985 | Елена Альтшуль                      | Канны, Франция                       | турнир                                                           |
| 1986 | Зоя Садовская                       | Минск, СССР                          | матч с Е. Альтшуль (+3=9-0)                                      |
| 1987 | Ольга Левина                        | Минск, СССР                          | турнир                                                           |
| 1988 | Зоя Садовская                       | Ялта, СССР                           | матч с Ольгой Левиной, (+6=4-2)                                  |
| 1989 | Ольга Левина                        | Росмален, Нидерланды                 | турнир                                                           |
| 1990 | Зоя Садовская (будущая Голубева)    | Пицунда, СССР                        | матч с Ольгой Левиной, (+4=5-0)                                  |
| 1991 | Зоя Голубева (Садовская)            | Минск, Беларусь                      | турнир                                                           |
| 1992 | Зоя Голубева                        | Киев, Украина: Рига, Латвия          | матч с Ниной Янковской, (+2=9-0)                                 |
| 1993 | Ольга Левина                        | Брюнсюм, Нидерланды                  | турнир                                                           |
| 1994 | Зоя Голубева                        | Звание присвоено                     | Звание присвоено                                                 |
| 1995 | Зоя Голубева                        | Бамако, Мали                         | турнир                                                           |
| 1996 | Зоя Голубева                        | Вюгт, Нидерланды                     | матч с Карен Ван Лит (+2-1)                                      |
| 1997 | Зоя Голубева                        | Миньск-Мазовецки, Польша             | турнир                                                           |
| 1999 | Зоя Голубева                        | Якутск, Россия                       | турнир, доп. матч с Н. Янковской и Т.Тетериной                   |
| 2000 | Зоя Голубева                        | Зютфен, Нидерланды                   | матч с Ниной Янковской (+3)                                      |
| 2001 | Тамара Тансыккужина                 | Велп, Нидерланды                     | турнир                                                           |
| 2002 | Тамара Тансыккужина                 | Рига/Уфа, Латвия/Россия              | матч с З. Голубевой                                              |
| 2003 | Ольга Камышлеева                    | Заутеланде, Нидерланды               | турнир                                                           |
| 2004 | Тамара Тансыккужина                 | Уфа, Россия                          | матч с О. Камышлеевой (+2 сета-1сет)                             |
| 2005 | Дарья Ткаченко                      | Латронико, Италия                    | турнир                                                           |
| 2006 | Дарья Ткаченко                      | Якутск/Киев, Россия/Украина          | матч с Т.Тансыккужиной                                           |
| 2007 | Тамара Тансыккужина                 | Якутск, Россия                       | турнир                                                           |
| 2008 | Дарья Ткаченко                      | Днепродзержинск/Уфа, Украина/ Россия | матч с Т. Тансыккужиной                                          |
| 2010 | Зоя Голубева                        | Уфа, Россия                          | турнир                                                           |
| 2011 | Дарья Ткаченко                      | Днепродзержинск, Украина             | матч с Зоей Голубевой                                            |
| 2011 | Тамара Тансыккужина                 | Ровно, Украина                       | турнир                                                           |
| 2013 | Зоя Голубева                        | Улан-Батор, Монголия                 | турнир                                                           |
| 2015 | Зоя Голубева                        | Астана, Казахстан                    | матч c Тамарой Тансыккужиной                                     |
| 2015 | Зоя Голубева                        | Ухань, Китай                         | турнир                                                           |
| 2016 | Наталья Садовская                   | Карпач, Польша                       | матч с Ольгой Камышлеевой (Голубева отказалась от защиты титула) |
| 2017 | Зоя Голубева                        | Таллинн, Эстония                     | турнир                                                           |
| 2018 | Наталья Садовская                   | Рига, Латвия                         | матч с Зоей Голубевой                                            |
| 2019 | Тамара Тансыккужина                 | Якутск, Россия                       | турнир                                                           |
| 2021 | Тамара Тансыккужина                 | Варшава, Польша                      | матч с Натальей Садовской                                        |
| 2021 | Матрёна Ноговицына                  | Таллин, Эстония                      | турнир                                                           |
| 2023 | Виктория Мотричко                   | Виллемстад, Кюрасао                  | турнир                                                           |
| 2024 | Дарья Ткаченко                      | Вагенинген, Нидерланды               | матч с Викторией Мотричко                                        |